# Шалов, Герман
Герман Шалов (нем. Herman Schalow; 17 января 1852 года, Берлин — 9 декабря 1925, там же) — немецкий банкир и орнитолог-любитель.
Он учился у Жана Луи Кабаниса (1816-1906) и работал с Антоном Райхеновым (1847-1941). С 1894 по 1907 годы он был вице-президентом, а с 1907 по 1921 — президентом «Немецкого общества орнитологов».
Он более известен как автор трудов «Musophagidae» (1886) и «Beiträge zur Vogelfauna der Mark Brandenburg» (1919). Шалов написал также монографию об авифауне Арктики «Die Vögel der Arktis» (1905) и описал 270 видов. Он опубликовал отчёт о поездке Рихарда Бёма (1854-1884) в Восточную Африку, Занзибар и Танганьику «Von Sansibar zum Tanganjika, Briefe aus Ostafrika von Dr. Richard Böhm» (J. A. Brockhaus, Leipzig 1888).
В Музее естествознания Берлина библиотека, которую он подарил «Обществу немецких орнитологов», носит его имя. Антон Райхенов назвал в честь Шалова один из видов турако — Tauraco schalowi.